# Марш (музика)
Марш (італ. marcia, нім. marschmusik, фр. marche, дослівно — ходіння, рух) — музичний жанр, мелодія, що має енергійний, чіткий ритм і такт, призначений для супроводження пересування людей в чіткому, синхронному темпі.

## Історія виникнення

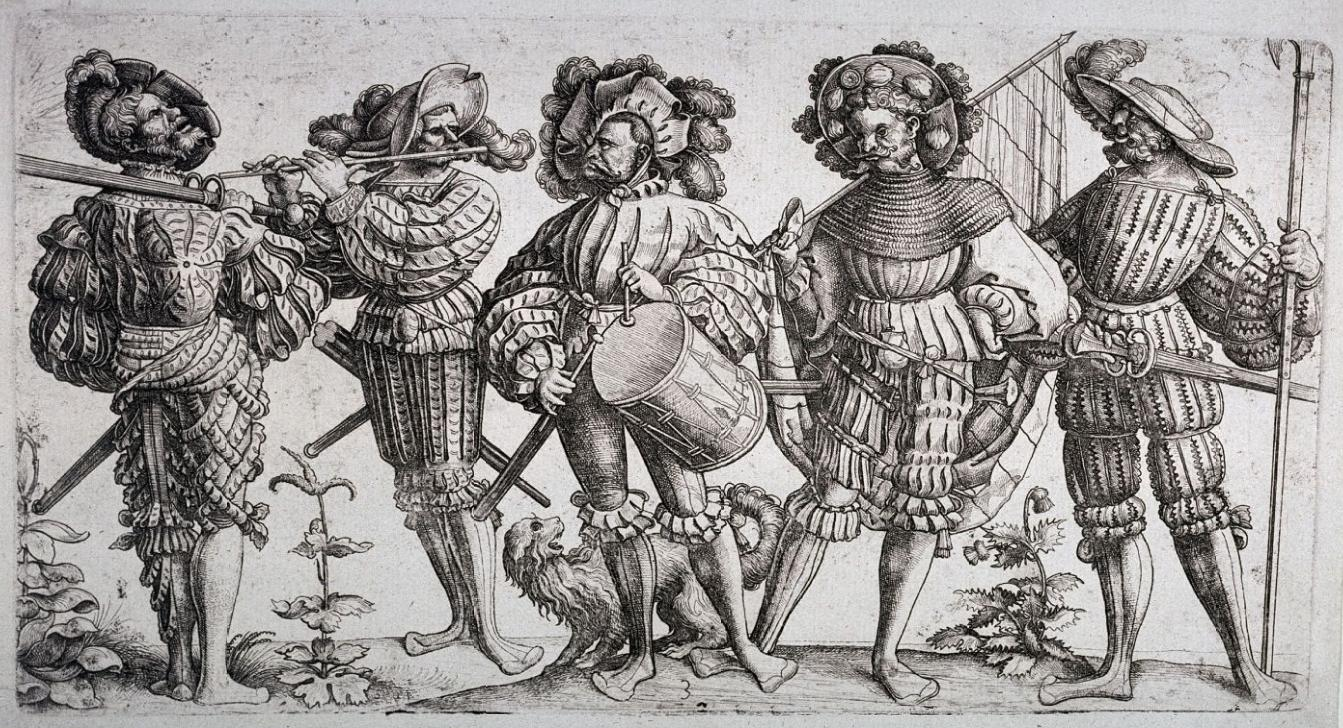
Ландскнехти. Картина Данієля Хопфера. XVI століття

Походження маршу належить до далекого минулого. Ще у Стародавній Греції різні процесії, відповідно до зображень які збереглись на посуді, супроводжувались музикою, в такт якої рухались учасники дійств. У старогрецькій трагедії хор входив на сцену (парод) і йшов з неї (эксод) у маршовому порядку.
Марш сформувався як жанр військової музики в епоху пізнього середньовіччя на основі похідної пісні в тому числі пісень хрестоносців, ландскнехтів, військових сигналів, деяких форм танцювальної музики, по характеру близьких маршу (полонез, інтрада). Незабаром для виконання переважно маршової музики були створені цілі військові інструментальні капели з дерев'яних і мідних інструментів, поновлені в кінці XVIII ст. ударними інструментами з т. з. «яничарської музики».
У Західній Європі в XIV–XVI ст., коли в арміях частини країн (Швеція, Пруссія) стройовий крок став обов'язковим, виникла потреба у музичному супроводі організації руху військ.
Спочатку марш складався з 8–16 тактів. В середині XVIII ст. за зразком деяких танцювальних жанрів (менует) до нього було введено більш співуче тріо. З розвитком музичної культури та оркестрових засобів 3-х частинна форма маршу стає більш цікавою, багатшою в мелодійному і гармонійному відношенні. Поступово в різних родах військ утворюються певні типи військового маршу. З кінця XVII ст. в кожному полку більшості держав Західної Європи був свій полковий марш.

### У класичній музиці
Важливе значення мало і звернення до жанру маршу видатних композиторів. Жан Батіст Люллі, наприклад, ввів марш в оперу і балет, збагативши традиції маршової музики елементами оперного і балетного мистецтва. Йому ж приписують введення в марш пунктирних ритмів, які збільшили активність і динаміку маршу.
Підняті до високохудожнього рівня та нерідко розвернуті до великих симфонічних полотен марші є у Бетховена, Бортнянського, Глієра, Шуберта, Мейєрбера, Гуно, Бізе, Чайковського, Вагнера, Верді, Мендельсона, Гріга, Глінки, Шопена.

## Особливості жанру

Долинський муніципальний духовий оркестр

Склався в інструментальній музиці у зв'язку із необхідністю синхронізації руху великої кількості людей (рух військ в строю, святковий або церемоніальний хід), один з основних прикладних жанрів. Марш відрізняють чітким ритмом та статичною розміреністю темпу, не змінного впродовж всього твору.
Є одним з основних жанрів військової музики, головним завданням котрого є організація руху. Ще на відносно ранньому етапі свого розвитку вийшов за межі своїх прямих завдань і став жанром сценічної, побутової та концертної музики, що збагатило його зміст, форми і виражальні засоби.

## Стилістика виконання
Марш зазвичай витриманий в розмірах 2/4, 4/4 і 6/8. Його відрізняють характерні ритмічні малюнки, які походять від барабанного бою і фанфарних сигналів. Для маршу характерні гострі пунктирні ритми, синкопи, контрасти уривчастого і плавного руху. В маршовій мелодиці широко застосовуються рухи по звуках тризвуку («фанфарні» інтонації), яскраві скачки (від V до І ступені ладу).
У сучасному марші переважає складна тричастинна форма зі вступом:
- І-й розділ маршу в більшості випадків пишеться в простій тричастинній формі. При цьому виділяється дві теми. 1-а — активна, енергійна зазвичай звучить у відносно високому і світлому регістрі корнетів, труб і кларнетів.
- 2-а тема, так зване «соло басів» проходить у басових інструментів в низькому регістрі. Потім проводиться скорочена або динамізована реприза 1-ї теми.
- Середня частина маршу (тріо) проходить в тональності субдомінанти, паралельній або VI низькій ступені і, як правило, має спокійніший характер; її відрізняють широта, плавність мелодії. У тріо використовуються середній регістр, м'які тембри тенора і баритона за підтримки групи кларнетів в низькому регістрі (кларнети можуть обігравати і «соло басів» і тріо, які виконуються тенором і баритоном). Як і в основній частині, перед тріо може бути вступ. Реприза першої частини часто буває видозміненою — для неї характерне введення контрапунктного голосу. Усі розділи маршу зазвичай повторюються.

## Види маршів
- Стройовий (парадний, церемоніальний) виконується на парадах та в інших випадках урочистого проходження військ (стройовий огляд частини).
- Похідний (або швидкий) — виконується на стройових та святкових маршах.
- Фанфарний — мелодія з урочистими сигнальними темами, які виконують фанфари, прикрашені прапорами з емблемами, золотими шнурами та кистями, надає військовому церемоніалу особливу святковість. Різновидом фанфар також є туш.
- Зустрічний — під час зустрічі та супроводі прапора, прямих начальників, тощо.
- Траурний (або поховальний) — виконується на похованнях та при покладанні вінків.

Класифікується марш у залежності від швидкості руху та події до котрої його приурочено:
- Похідні марші за темпом мають відповідати похідному пересуванню особового складу 110—120 кроків на хвилину.
- Церемоніальний марш, в 4/4 повільніше за швидкий марш, який пишеться в 2/4 або в 4/4 alla breve.
- Поховальний марш має однакові рухи з церемоніальним або ще повільніші, пишеться в мінорі, а тріо в мажорі.

## Найвідоміші за країною

### Україна
- «Запорозький марш»

### Велика Британія
- «Британські гренадери»

### Королівство Пруссія
- «Preußens Gloria»
- «Der Hohenfriedberger»

### Російська імперія
- «Прощання слов'янки»

### Фінляндія
- «Suomi marssi»
- «Narvan marssi»